# یخچال خلیلی
یخچال خلیلی مربوط به دوره معاصر بود و در تهران، خیابان ۱۷ شهریور، اتوبان شهید محلاتی، ایستگاه ورزشگاه آیت‌الله سعیدی (درخشان سابق یا خلیلی) واقع شده بود. این اثر در تاریخ ۲۲ فروردین ۱۳۵۶ با شمارهٔ ثبت ۱۳۶۹ به‌عنوان یکی از آثار ملی ایران به ثبت رسیده بود.
یخچال خلیلی در اوایل دههٔ ۱۳۶۰ از فهرست آثار ملی خارج و به منظور ایجاد فضای سبز به طور کلی منهدم شد. امروزه به جای آن ورزشگاه آیت‌الله سعیدی ساخته شده است.